# ثورسهوفن
ثورسهوفن (به لاتین: Þórshöfn) یک روستا در ایسلند است که در منطقه نوردورلاند ایسترا واقع شده‌است. ثورشوفن ۳۸۰ نفر جمعیت دارد.

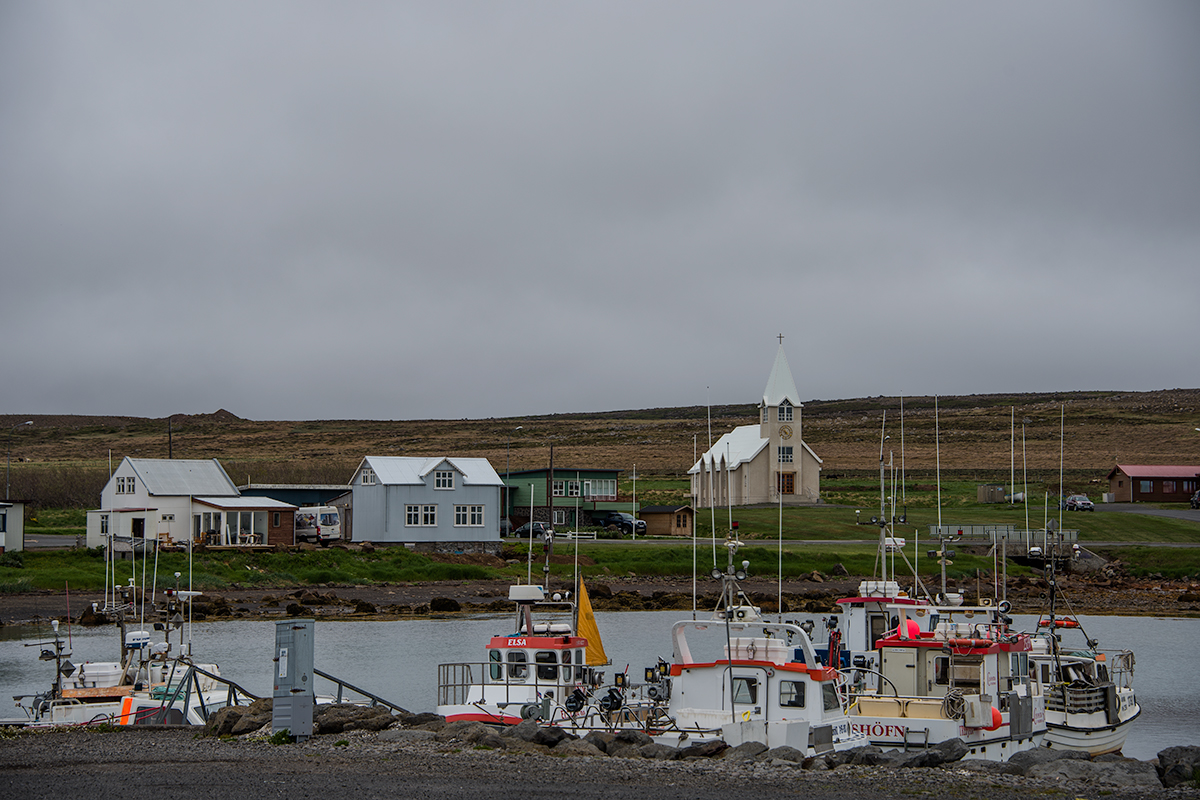
Þórshöfn in Iceland